# Hamblain-les-Prés
Hamblain-les-Prés település Franciaországban, Pas-de-Calais megyében. Lakosainak száma 458 fő (2022. január 1.). Hamblain-les-Prés Biache-Saint-Vaast, Pelves, Sailly-en-Ostrevent és Boiry-Notre-Dame községekkel határos.

## Népesség
A település népességének változása:
| Lakosok száma | 495  | 505  | 508  | 504  | 493  | 481  | 470  | 464  | 458  |
|               | 2013 | 2015 | 2016 | 2017 | 2018 | 2019 | 2020 | 2021 | 2022 |